# Frank Thompson

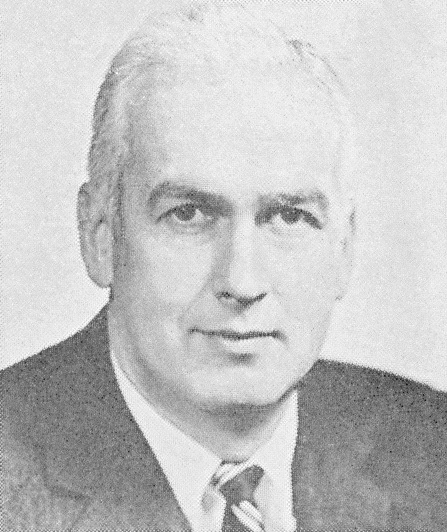
Frank Thompson

Frank Thompson Jr. (* 26. Juli 1918 in Trenton, New Jersey; † 22. Juli 1989 in Bethesda, Maryland) war ein US-amerikanischer Politiker. Zwischen 1955 und 1980 vertrat er den Bundesstaat New Jersey im US-Repräsentantenhaus.

## Werdegang
Frank Thompson besuchte die öffentlichen Schulen seiner Heimat und danach bis 1941 das Wake Forest College in North Carolina. Während des Zweiten Weltkrieges diente er in der United States Navy im pazifischen Raum. Für seine militärischen Leistungen wurde er mit mehreren Orden ausgezeichnet. Bis 1948 blieb er aktiv beim Militär, danach gehörte er der Marinereserve an. In den Jahren 1950 bis 1952 wurde er noch einmal in den aktiven Militärdienst in der Marine berufen. Nach einem Jurastudium und seiner 1948 erfolgten Zulassung als Rechtsanwalt begann er in Trenton in diesem Beruf zu arbeiten. Gleichzeitig schlug er als Mitglied der Demokratischen Partei eine politische Laufbahn ein. Zwischen 1950 und 1954 gehörte Thompson der New Jersey General Assembly an. Dort führte er im Jahr 1954 die demokratische Fraktion.
Bei den Kongresswahlen des Jahres 1954 wurde Thompson im vierten Wahlbezirk von New Jersey in das US-Repräsentantenhaus in Washington, D.C. gewählt, wo er am 3. Januar 1955 die Nachfolge von Charles R. Howell antrat. Nach zwölf Wiederwahlen konnte er bis zu seinem Rücktritt am 29. Dezember 1980 fast 13 Legislaturperioden im Kongress absolvieren. In diese Zeit fielen unter anderem die Bürgerrechtsbewegung, der Vietnamkrieg und die Watergate-Affäre. Außerdem wurden der 23., der 24., der 25. und der 26. Verfassungszusatz ratifiziert. Von 1975 bis 1981 war Thompson zwei Mal Vorsitzender des Joint Committee on Printing. In diesem Zeitraum leitete er auch das Committee on House Administration. Im Jahr 1980 war Thompson einer von sechs Kongressabgeordneten, die bei der Abscam-Untersuchung durch das FBI der Korruption überführt wurden. Diese Affäre kostete ihn seine Wiederwahl. Im Dezember 1980 trat er, wenige Tage vor Ablauf der regulären Legislaturperiode, von seinem Mandat zurück.
Im Zusammenhang mit dieser Korruptionsaffäre wurde Thompson 1981 zu drei Jahren Gefängnis verurteilt. Nach dem Ende seiner Strafe lebte er bis zu seinem Tod zurückgezogen in Alexandria (Virginia). Er starb am 22. Juli 1989 in Bethesda.